# Goldenes Zeitalter (Piraterie)

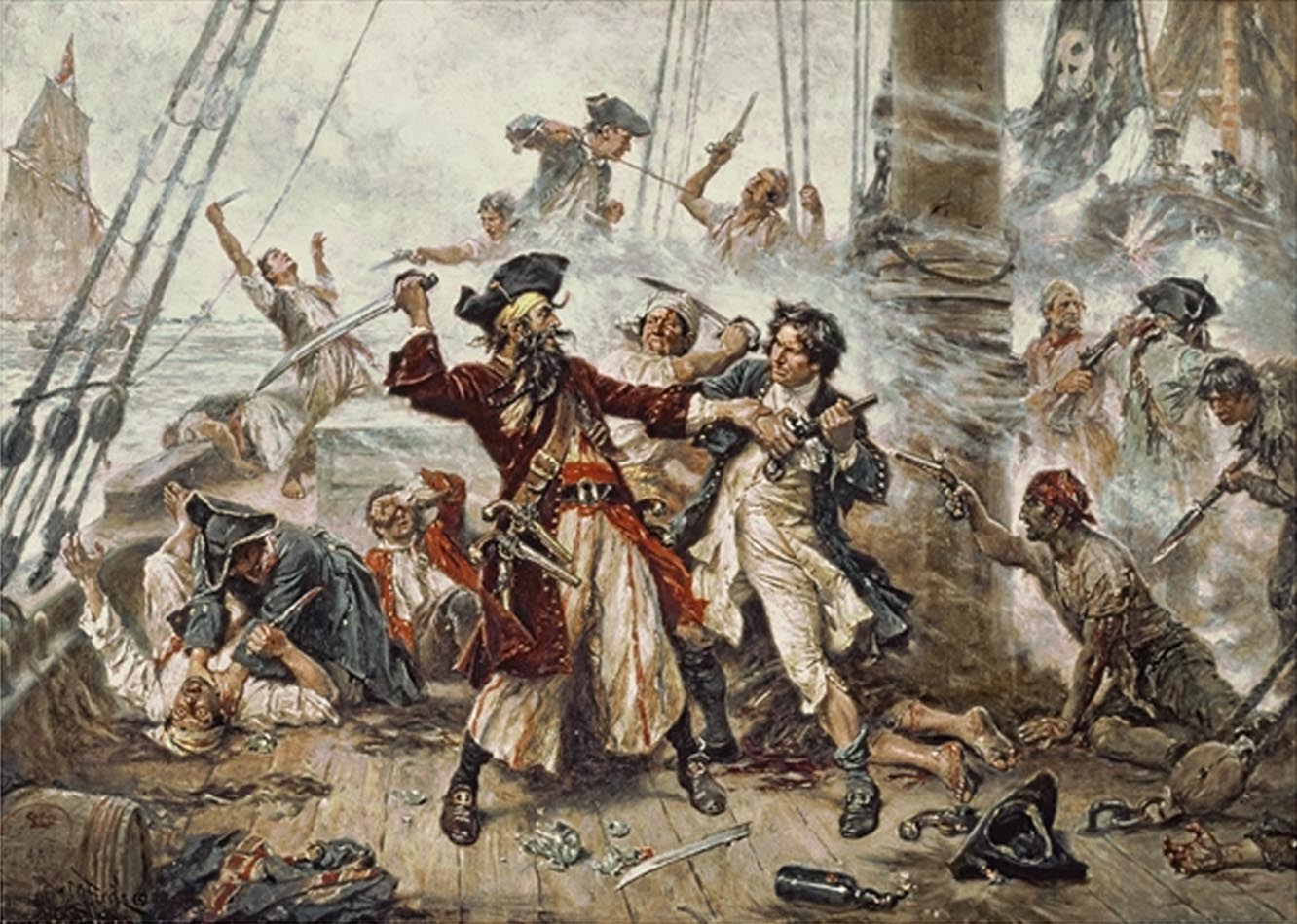
Blackbeard im Kampf mit Robert Maynard auf dem Höhepunkt des Goldenen Zeitalters (Gemälde von Jean Leon Gerome Ferris, 1920)

Der Begriff vom Goldenen Zeitalter der Piraterie wurde bereits 1724 von Captain Charles Johnson in seinem Buch A General History of the Pyrates eingeführt. Sie bezieht sich in etwa auf den Zeitraum zwischen 1690 und 1730, mit einem kurzen, aber spektakulären Höhepunkt in den Jahren von 1714 bis 1722. Die heutigen Vorstellungen über die Welt der Piraten basieren wesentlich auf den Schilderungen des Alexandre Olivier Exquemelin über die Piraten und Freibeuter des 17. Jahrhunderts in der Karibik. Diese Ära trug ganz wesentlich zum romantisch verklärten oder dämonisch überzeichneten Bild des Piraten bei, wie es bis in die Gegenwart in Romanen und Hollywood-Filmen popularisiert wird.

## Sozialer Hintergrund der Piraterie

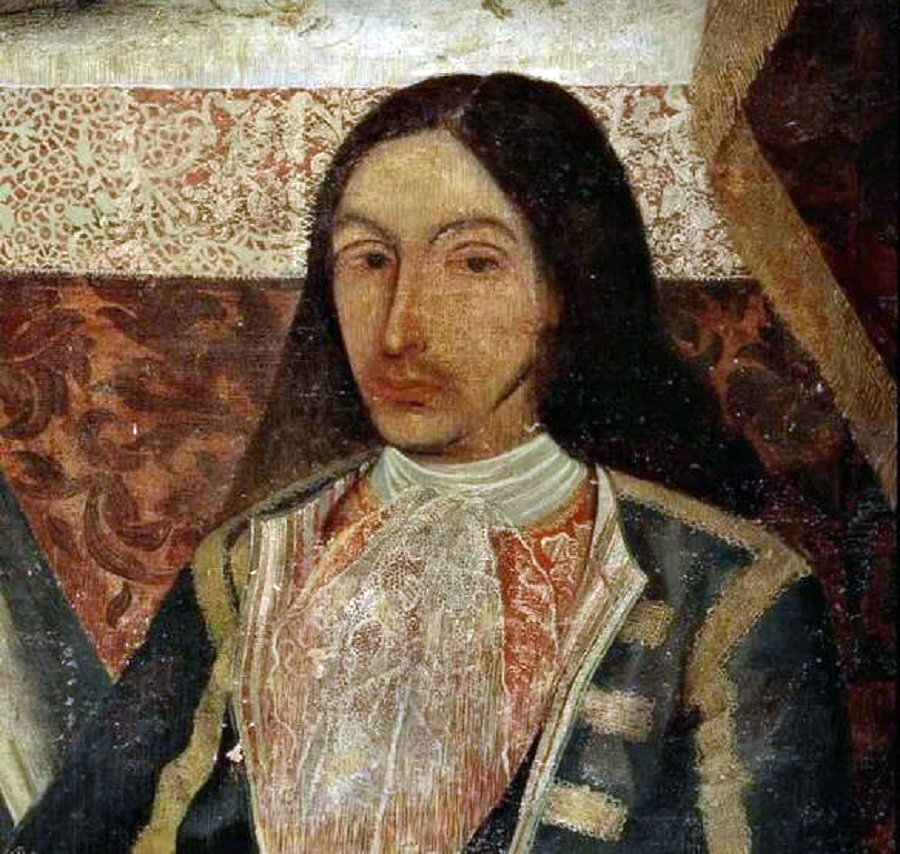
Amaro Pargo war einer der berühmtesten spanischen Piraten des Goldenen Zeitalters

Während die karibischen Bukaniere ihre Überfälle auf die spanischen Kolonien noch mehr oder weniger im Auftrag oder zumindest mit Duldung der englischen, französischen oder niederländischen Herrscher unternommen hatten, entzogen ihnen die europäischen Regierungen ab ca. 1690 ihre Unterstützung. Die Gouverneure in den Kolonien, besonders auf Jamaika, die lange vom Schmuggel mit geraubten Gütern profitiert hatten, begannen nun selbst unter den unsicheren Handelswegen und den steigenden Versicherungssummen zu leiden und gingen deshalb gegen die nun unerwünschten Bukaniere vor. Viele Freibeuter gaben die Jagd auf spanische Schatzschiffe auf und verlegten sich stattdessen auf die Handelswege im Atlantik und im Indischen Ozean, wo sie besonders Sklavenschiffe mit Kurs auf Nord- oder Südamerika oder Handelsschiffe mit Kolonialwaren für Europa überfielen. Nach dem Ende des Spanischen Erbfolgekrieges zwischen Großbritannien und den Niederlanden einerseits und Frankreich sowie Spanien andererseits wurden 1714 viele Freibeuter „arbeitslos“ und gingen zur offenen Piraterie über.
Der nordamerikanische Historiker und Aktivist Marcus Rediker datiert in seinem Buch Villains of all Nations das „Goldene Zeitalter der Piraterie“ in die Jahre von 1716 bis 1726. In diesem Zeitraum sollen zum ersten Mal Seeleute in größerem Maßstab aus den unmenschlichen Arbeitsbedingungen auf den Handels- und Kriegsschiffen ausgebrochen sein, um sich ein „besseres Leben“ in einer egalitären, klassenlosen und multinationalen Gesellschaft zu erkämpfen. Rediker sieht dies vor dem Hintergrund der Ausbreitung des „atlantischen Kapitalismus“ seit Ende des 16. Jahrhunderts (Linebaugh & Rediker: The Many-Headed Hydra) und den daraus folgenden Aufständen, Streiks und Meutereien der verarmten Massen, wie Sklaven, Schuldknechte, Arbeiter und Bauern. Weil die Piraten die vorherrschenden Konventionen über Rasse, Klasse, Geschlecht und Nation herausforderten und untergruben, seien sie nun von den staatlichen Autoritäten mit aller Härte verfolgt worden.
Ein Kritiker bezweifelt die Einmaligkeit dieses Prozesses. Rediker vernachlässige die langsame Entwicklung einer gemeinsamen Kultur in der Karibik seit dem Ende des 16. Jahrhunderts. Anstatt der postulierten Abfolge der Besitzverhältnisse vom Freibeuter (Eigner ist der Landesherr) über den Bukanier (Eigner sind Gouverneure und Aktionäre) zum Piraten (Eigner ist der Pirat selbst) habe es stets Übergänge in die eine oder andere Richtung gegeben. Auch Piraten hätten nicht gezögert, Geschäfte mit Kapitalisten zu machen oder selbst in den Sklavenhandel einzusteigen. Somit habe auch die Piraterie selbst eine wichtige Rolle in der Ausbreitung des Kapitalismus und der Festigung des Nationalstaats gespielt und könne nicht als ein Klassenkampf avant la lettre angesehen werden.

### Recht, Gesetz und Politik in der Piraterie
Marcus Rediker hat ebenfalls die Beziehungen zwischen den Besatzungen von Piratenschiffen untersucht. Nach seiner Schätzung lassen sich bis zu 70 Prozent der Piraten in zwei Gruppen einteilen. Der eine Kreis hielt häufige Treffen auf den Bahamas ab, der andere Kreis traf sich meist lose auf offener See. Diese Treffen erklären, warum die Verhaltensregeln und Satzungen der Piraten einander so ähnlich waren. Nach Rediker ermöglichten sie die lose und sporadische Bildung von Piratengeschwadern, sorgten für eine gewisse soziale Uniformität und erzeugten ein Gefühl der Zusammengehörigkeit unter den Piraten.

### Die Befugnisse von Kapitän, Maat und Piratenrat
Ein gemeinsamer Zug von Piratengemeinschaften waren die weitgehenden Mitspracherechte, die der Einzelne genoss und die man durchaus als „protodemokratische“ Strukturen ansehen kann. Im Gegensatz zur zeitgenössischen ständischen Gesellschaftsordnung wählten die Seeräuber ihren Kapitän und ihre Offiziere selbst, teilten die Beute zu gleichen Teilen unter sich auf und setzten ein anderes Strafsystem ein als auf Marine- oder Handelsschiffen. Sie begrenzten die Autorität des Kapitäns, der nur bei der Verfolgung einer Prise und im Kampf absolute Autorität besaß, während ansonsten durch die Mehrheit regiert wurde. Außer einem größeren Anteil an der Beute genoss er kaum Privilegien: kein besseres Essen, keine Offiziersmesse, keine spezielle Unterbringung. Mehr noch: Was die Mehrheit gab, konnte sie auch nehmen, und daher war es keine Seltenheit, dass Kapitäne abgesetzt wurden, zum Beispiel wegen Feigheit, Grausamkeit, der Weigerung, bestimmte Schiffe zu kapern und zu plündern, wie im Fall von Charles Vane 1718, oder sogar wenn sie zu sehr Gentleman waren, wie es Edward England 1720 passierte. Nur selten blieb ein Kapitän länger als drei oder vier Jahre in seiner Position.
Eine weitere Einschränkung der Macht des Kapitäns garantierte der Maat, der gewählt wurde, um die Interessen der Mannschaft zu vertreten und zu schützen. Der Rat, eine Versammlung, bei der alle Männer eines Schiffes Mitspracherecht hatten, stellte die höchste Autorität dar. Bei Meinungsverschiedenheiten über das weitere Vorgehen, besonders nach Ausbleiben von Beute, führte dies oft zu Konflikten und zum Auseinanderbrechen der Piratengemeinschaft.
Gegenüber den Satzungen, die sich die Piraten selbst gaben, wurde dem Einzelnen nicht weniger Gehorsam abverlangt, als sie auch die europäischen Nationen gegenüber ihren Gesetzen forderten. Von Bartholomew Roberts (Karibik, später Westafrika; 1718–1722), auch Black Barty genannt, ist zum Beispiel bekannt, dass er zur Aufrechterhaltung der Ordnung an Bord folgende Regeln aufgestellt hat:
- Jeder Mann hat in wichtigen Angelegenheiten ein Mitspracherecht, deshalb hat er das Recht, zu allen Zeiten in Sachen des Frischproviants und des Branntweins davon nach Belieben Gebrauch zu machen, sofern nicht eine Hungersnot Einschränkungen zum Wohle aller notwendig macht.
- Wer mit Würfeln oder Karten oder überhaupt um Geld spielt, ist mit dem Tod zu bestrafen.
- Wer nach Dunkelwerden unter Deck Alkohol trinkt, ist mit dem Tod zu bestrafen. Die Lichter und Kerzen müssen um acht Uhr abends gelöscht sein.
- Kein Mann hat das Recht auszuspringen, bevor er 1000 Livres verdient hat.
- Streitigkeiten und Raufereien an Bord sind mit dem Tod zu bestrafen. Die Zwistigkeiten werden an Land ausgetragen, und zwar mit dem Degen oder der Pistole.
- Wer an Land über vergangene oder geplante Unternehmungen schwatzt, ist mit dem Tod zu bestrafen.
- Wer sich ohne Erlaubnis des Kapitäns an Land begibt, ist mit dem Tod zu bestrafen.
- Wer in schmutziger oder abgerissener Kleidung auf dem Schiff oder an Land angetroffen wird, ist mit Aussetzen auf einer einsamen Insel zu bestrafen.[4]

### Chasse Partie und Härtefallregelungen

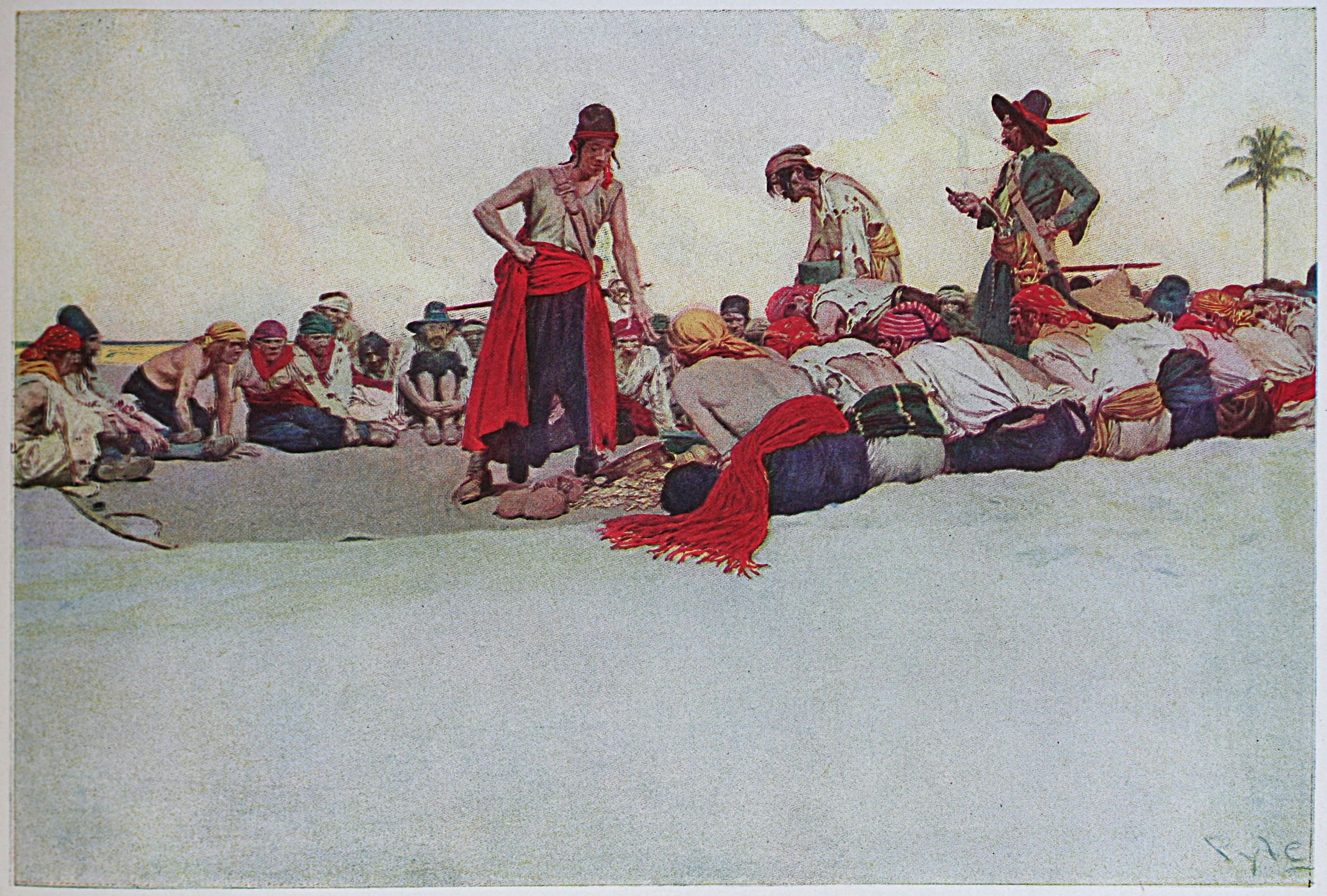
Aufteilung der Beute unter den Piraten. Illustration aus Howard Pyle's Book of Pirates

Die Chasse Partie (fr.: la chasse ‚die Jagd‘, la partie ‚der Teil‘, hier ‚der Anteil‘; also etwa ‚der Anteil an der Jagdbeute‘) war ein anerkannter Vertrag, nach dem der Anteil an Gemeingut und Beute geregelt wurden. Vor der Verteilung des Beutegutes musste jeder feierlich schwören, dass er nichts von der Beute für sich beiseitegeschafft hatte. Wer einen Meineid schwor, wurde auf einer einsamen Insel ausgesetzt oder hingerichtet. Aus diesem Vertrag zahlte man auch Sonderprämien und Entschädigungen für die Verwundeten aus, so zum Beispiel für den Schiffsarzt 200 Piaster für die Behandlung nach Verwundungen. Jeder Verwundete hatte außerdem noch sechs Wochen nach Ende der Fahrt Anspruch auf Behandlung.
Alexandre Olivier Exquemelin erwähnt in seinem erstmals 1678 in Amsterdam erschienenen Buch De Americaensche Zee-Rovers aus dem Umkreis der Bukaniere eine Vereinbarung nach folgendem Muster:
- 100 bis 150 Piaster für den Schiffszimmermann
- 100 Piaster für den Mann, der als Erster das Beuteschiff gesichtet hat
- 50 Piaster für den, der die feindliche Flagge niedergeholt hat.

Verwundungen wurden nach dieser Vereinbarung wie folgt entschädigt:
- 100 Piaster für einen Finger
- 100 Piaster für ein Ohr
- 100 Piaster für ein Auge
- 100 Piaster für eine Hand
- 400 Piaster für den linken Arm
- 500 Piaster für den rechten Arm
- 600 Piaster für den Verlust eines Beines
- 1000 Piaster für beide Augen
- 1500 Piaster für den Verlust beider Beine
- 1800 Piaster für den Verlust beider Hände

Der Rest wurde zu gleichen Teilen an die Männer – bzw. bei Gefallenen an deren Angehörige – ausgezahlt. Der Kapitän erhielt den doppelten, der Schiffsjunge einen halben Anteil.
Ein spanischer Piaster hatte im 18. Jahrhundert etwa die Kaufkraft von 100 DM im Jahre 1997.

### Politische Utopien
Im zweiten Band seiner General History of the Pyrates erzählt Charles Johnson 1728 die Geschichte eines gewissen Kapitäns Misson und seiner Freunde. Johnsons Erzählung zufolge hatten sie auf Madagaskar eine utopische Republik errichtet, die den Namen Libertalia trug und auf den Idealen von Freiheit, Gleichheit und Brüderlichkeit gründen sollte. Die Piraten von Libertalia sollten wachsame Hüter der Rechte und Freiheiten der Völker sein sowie eine Schutzmauer gegen die Reichen und Mächtigen ihrer Zeit. Indem sie um der Unterdrückten willen in den Krieg gegen die Unterdrücker zogen, wollten sie dafür sorgen, dass die Gerechtigkeit gleich verteilt wurde. In puncto Selbstverwaltung orientierten sich Missons Piraten angeblich an einer demokratischen Form, bei der das Volk selbst Urheber und Richter seiner eigenen Gesetze war. Die Monarchie, damals die vorherrschende Staatsform, lehnten sie ab. Verwundete Piraten wurden gepflegt, gefangene Sklaven wurden befreit und es herrschte allgemeine Religionsfreiheit.
Wahrscheinlich hat die Geschichte von Libertalia keinen historischen Kern, sondern stellt nur ein als Piratengeschichte getarntes politisches Essay dar, wie der Historiker Christopher Hill meint. Dennoch inspiriert sie noch heute Anhänger von basisdemokratischen und anarchischen Gesellschaftsmodellen.

## Enter- und Kapertaktik
Piraten sowie Korsaren hatten kein Interesse an aussichtslosen Gefechten. Der Zweck ihrer Fahrten bestand ausschließlich darin, Schiffe zu kapern und Beute zu machen. Kriegsschiffen aller Art ging man aus dem Weg, da sie meist größer und besser bewaffnet waren und es auf ihnen nichts zu holen gab.
Das Kapern kleiner, schlecht bewaffneter Handelsschiffe war hingegen selbstverständlich – so selbstverständlich, dass bis ins 18. Jahrhundert auch Kaufleute nicht immer der Versuchung widerstehen konnten, schwächere Konkurrenten zu kapern. Anders als in populären Darstellungen vermieden Piraten dabei das Schießen, denn es war relativ schwer, an Schießpulver zu kommen. Im Gegensatz zu den Seegefechten staatlicher Kriegsflotten, die sich immer mehr zu Artillerieduellen entwickelten, verfolgten die Piraten deshalb eine Taktik, die sie fast ohne Geschützfeuer auskommen ließ. Wer in guter Schussposition war, konnte außerdem nur schwer verhindern, selbst getroffen zu werden. Allzu heftiger Beschuss konnte dazu führen, dass das angegriffene Schiff mitsamt der erhofften Beute in Brand geriet oder vorzeitig sank.

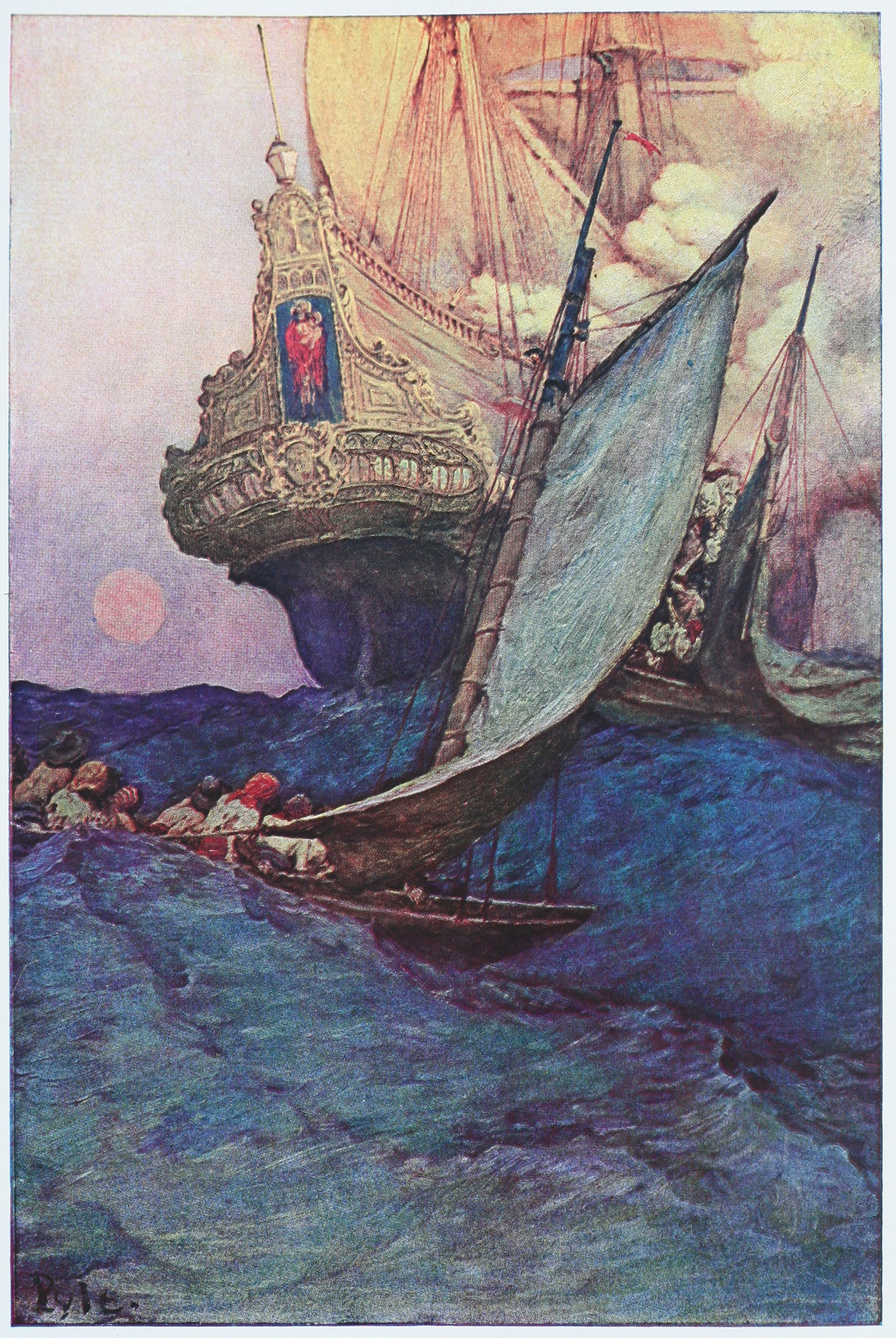
Piraten nähern sich einem Schiff

Meist wurden Schiffe im Enterkampf erobert; Kauffahrer waren den erfahrenen Piraten im Nahkampf in der Regel unterlegen. Diese mussten nur mit ihren kleineren und schnelleren Schiffen das kaum bewaffnete Heck des Kauffahrers erreichen. Hierbei benutzten sie auch ungelöschten Kalk, um die Angegriffenen zu blenden, denn der achterliche Wind blies ihnen das Pulver in die Augen. Einmal an Bord wurden zuerst die Fallen gekappt, so dass die Segel samt Rah herunterfielen und die Besatzungen unter sich begruben.
Eine andere Taktik bestand darin, die Kauffahrer „im Rudel“ anzugreifen, so dass sich ein Schiff heranpirschen konnte. Oder man versteckte sich in Buchten oder der Nähe einer Insel, um überfallartig auf das Ziel zuzufahren und es zu entern.
Zuweilen beschossen die Piraten die gegnerische Takelage mit Kettenkugeln, zwei Eisenkugeln, die durch eine Kette verbunden waren. Aus einer einzelnen Kanone abgeschossen sollten sie die Seile durchtrennen oder die Masten einreißen und das angegriffene Schiff dadurch bewegungsunfähig machen. Scharfschützen in den eigenen Masten sollten an Deck und in den Masten befindliche Gegner ausschalten, insbesondere den Kapitän. Sobald der Gegner langsamer wurde, näherte man sich, warf Enterhaken, die sich an Deck und Reling verfingen, und zog das Schiff dicht heran. Danach wurde mit Musketen und Entermessern gestürmt.

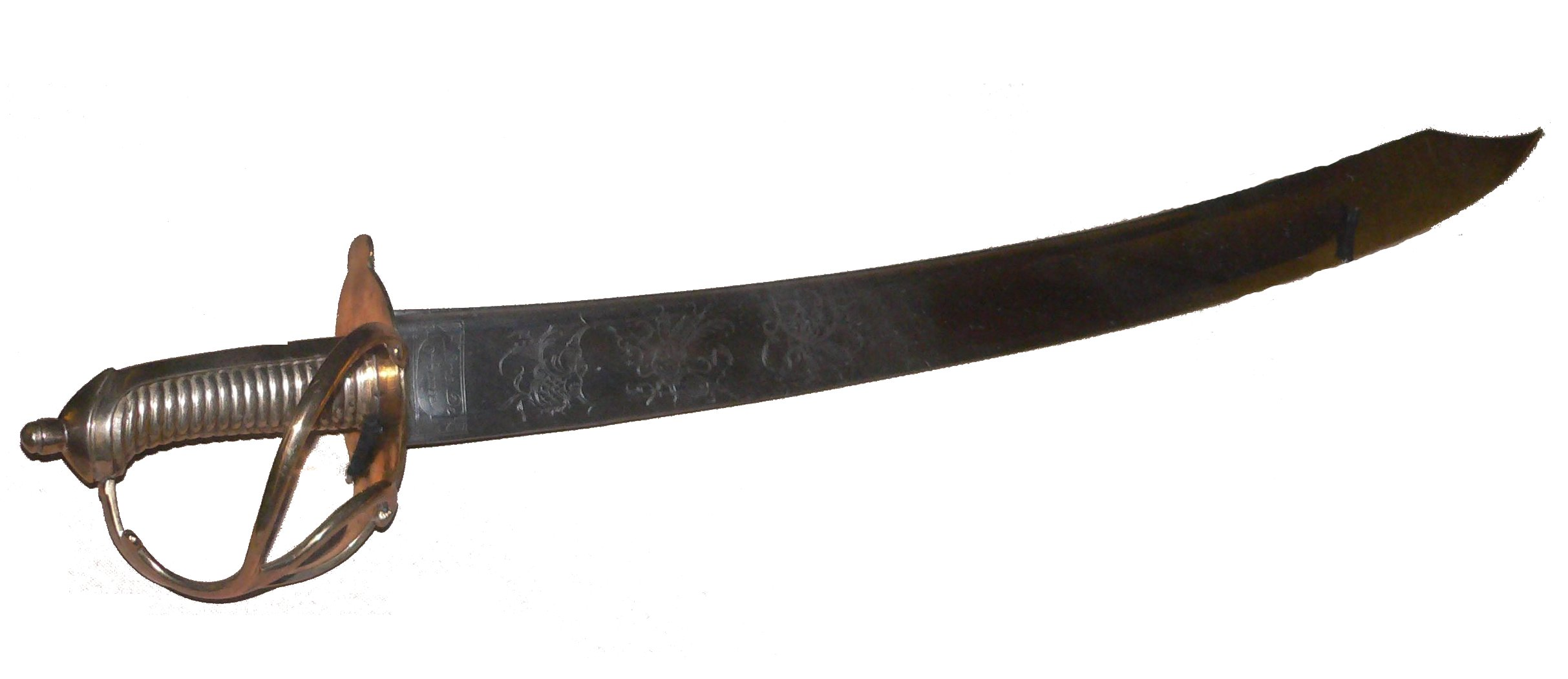
Entermesser

Die Piraten wandten auch eine Art psychologische Kriegführung an. Infernalisches Gebrüll, geschwungene Entermesser u. Ä. gehörten zum Standardrepertoire der Einschüchterung; eine Alternative war die „weiche Welle“, wenn der Kauffahrer freundlich aufgefordert wurde, nur seine Ladung samt privatem Eigentum abzuliefern, nachdem ihm zuvor mit Höllenspektakel demonstriert wurde, dass man auch anders könnte.
Die Kauffahrer und Kriegsschiffe wappneten sich ihrerseits gegen die Piraten, indem sie im Hauptdeck schmaler gebaut wurden, so dass die Schiffe im Querschnitt bauchiger aussahen. Dies hatte den Vorteil, dass der Weg von Schiff zu Schiff (längsseits zueinander) länger wurde, außerdem spannte man zwischen den Wanten sogenannte Finkennetze (Enternetze), so dass die Angreifer beim Entern erst über dieses Hindernis hinüber mussten, wodurch man für die Verteidigung Zeit gewann. Ferner wurden auch im angreifbaren Heckbereich Kanonen aufgestellt.

## Schatzverstecke

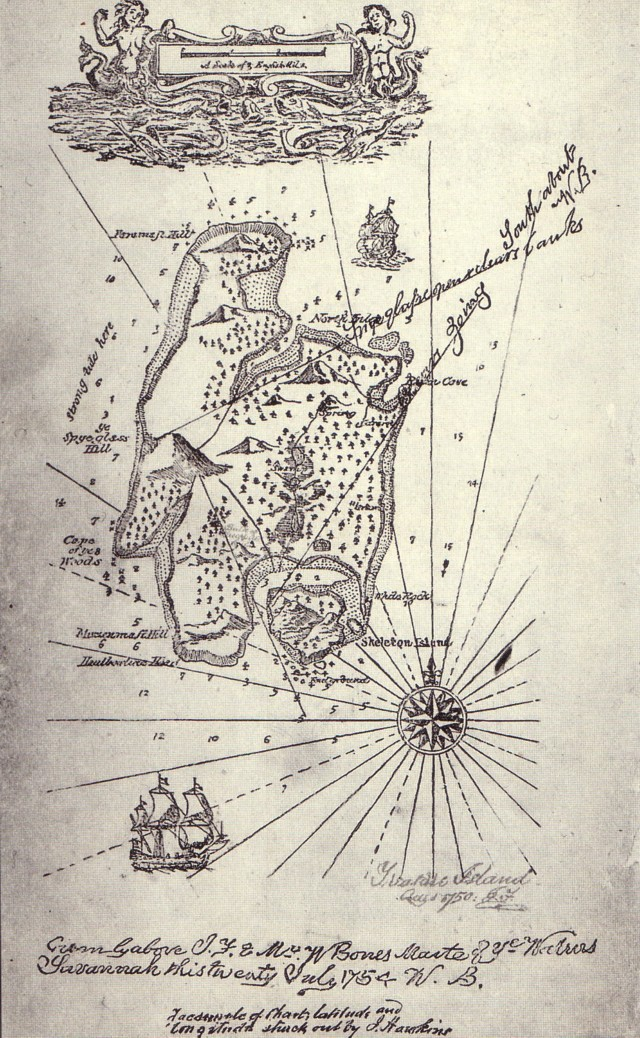
Nachempfundene Karte für die Verfilmung der Schatzinsel

Tatsächlich ist aus der hohen Zeit der Piraterie nur von William Kidd (1645–1701) gesichert überliefert, dass er einen Schatz auf einer Insel versteckte und hierzu eine Schatzkarte anfertigte. Im Allgemeinen konnte zur Zeit der klassischen Piraterie die Beute entweder auf Piratenstützpunkten wie Tortuga oder Jamaika oder in den Häfen der Nationen, die jeweils die Kaperbriefe ausgestellt hatten, umgesetzt werden – beispielsweise war in Port Royal auf Jamaika zeitweilig wegen der dort verkehrenden Piraten der Geldumlauf größer als zur gleichen Zeit in London.
Das Schatzversteck von Captain William Kidd war das Vorbild für Edgar Allan Poes Erzählung Der Goldkäfer (wobei der Protagonist ein Kryptogramm entziffert und keine Karte). Robert Louis Stevensons Roman Die Schatzinsel kanonisierte hingegen die Vorstellung von Schatzkarten mit einem „X“ als Markierung.
Gleichwohl gab es Piraten, die Schätze versteckten. Für Schatzsucher gelten die Galápagos-Inseln, die Revillagigedo-Inseln und die Clipperton-Insel als interessant. Ein Piratenschatz wird auch auf Oak Island vermutet. Am aussichtsreichsten dürfte aber die Kokos-Insel (Isla de Cocos) sein. Angeblich soll der Pirat Edward Davis (verschollen 1702) als erster hier einen Schatz versteckt haben. Zumindest blieb er sein ganzes Leben lang ein reicher Mann, der in Ruhe und Luxus auf Jamaika lebte. Nur wenn sein Vermögen zur Neige ging, brach er zu einer geheimnisvollen Seereise auf, von der er jeweils mit dem nötigen Geld für die nächsten Jahre versehen wieder zurückkam. Ebenso wird vermutet, dass der Pirat Benito Benito (Bennet Graham) einen Teil seiner Beute auf der Insel vergrub und nie wieder abholte. Die Mehrzahl der Piraten, ob in der Karibik oder andernorts, dürfte aber nicht genug Reichtümer besessen haben, dass es sich lohnte, dafür ein Loch in die Erde zu graben.
Der Legende nach soll Klaus Störtebeker in der Stubbenkammer auf Rügen einen großen Piratenschatz versteckt haben. Die Störtebeker-Kuhle in der Nähe von Heringsdorf wird auch als Schatzversteck genannt, und die goldene Kette, mit der er sich in Hamburg freikaufen wollte, soll im Burggraben von Venz liegen. Belege gibt es für diese Angaben nicht.

## Symbole und Flaggen

Flagge von Edward England

Blackbeards Flagge

Flagge von Stede Bonnet (um 1670–1718)

Die bis heute verbreitete Küsten- und Gelegenheitspiraterie kam weitgehend ohne Flaggen aus. Die Bukaniere führten bei ihren Überfällen, wie die meisten Freibeuter, ihre Nationalflagge. Daneben zeigten sie aber oft noch eine weitere Flagge. Deren Farbe war meist Rot, als Symbol für einen Kampf auf Leben und Tod. Wenn sich die Verteidiger nicht sofort ergaben, so durften sie nicht auf Gnade hoffen. Andererseits wurden zu Tarnungszwecken auch Flaggen fremder Nationen gehisst. Selbst auf offiziellen Kriegsschiffen galt dies als legitime Kriegslist, wenn man sie im letzten Moment niederholte und durch die korrekte Beflaggung ersetzte.
Als Jolly Roger wird meist die schwarze Flagge (mit einem Totenkopf) bezeichnet. Sie wurde angeblich erstmals 1700 am Mast des Piraten Emanuel Wynne gesichtet, der aber historisch keine große Rolle spielte. Bis 1714 hatte sich die schwarze Flagge zu einem allgemein bekannten Symbol entwickelt.
Edward England († 1720) war anfänglich der einzige Pirat, der in seiner Flagge den bekannten Totenkopf mit gekreuzten Knochen zeigte. Da die Flagge zur Identifikation der Piraten diente, hatte jede Mannschaft ein individuelles Zeichen. Kombinationen von Flaggen kamen ebenso vor, wobei die schwarze Flagge bei Bedarf zusätzlich zur Schiffsbeflaggung gehisst werden konnte.

### Zeitzeugen
- Alexandre Olivier Exquemelin, Reinhard Federman (Bearb.): Das Piratenbuch von 1678. Nach alten Übersetzungen des Buches Die amerikanischen Seeräuber neu bearbeitet. Horst Erdmann Verlag, Tübingen 1968, ISBN 3-522-61120-9 Deutsches Ersterscheinen Erlangen 1926. Ursprünglich von dem französischen Autor Exquemelin 1678 in den Niederlanden unter dem Titel De Americaensche Zee-Rooversveröffentlichte, zeitgenössische Berichte über das Leben der Freibeuter der Karibik; unter anderem Beschreibung der Eroberung Panamas durch Henry Morgan.
- William Dampier: Freibeuter. Erdmann-Verlag, Tübingen 1997, ISBN 3-522-61050-4 (Reiseberichte des Ozeanographen und Freibeuters aus den letzten Jahrzehnten des 17. Jahrhunderts).
- Captain Charles Johnson: A General History of the Robberies and Murders of the Most Notorious Pirates, The Lyons Press 2002, ISBN 1-58574-558-8 (englisch, Reproduktion der Originalausgabe von 1724, zweiter Band 1728, zeitgenössische Berichte aus Akten der Admiralität. Deutsch: Umfassende Geschichte der Räubereien und Mordtaten der berüchtigten Piraten. Robinson-Verlag, Frankfurt/M. 1982, ISBN 3-88592-009-3)

### Wissenschaftliche Literatur und Sachbücher
- Frank Bardelle: Freibeuter in der Karibischen See. Zur Entstehung und gesellschaftlichen Transformation einer historischen Randbewegung. Verlag Westfälisches Dampfboot, Münster 1986, ISBN 3-924550-20-4 (wissenschaftliches Werk mit umfangreicher Bibliographie).
- Douglas Botting u. a.: Geschichte der Seefahrt – Abenteurer der Karibik. Bechtermünz, Eltville am Rhein 1992, ISBN 3-86047-025-6.
- Arne Bialuschewski: Das Piratenproblem im 17. und 18. Jahrhundert. In: Stephan Conermann (Hrsg.): Der Indische Ozean in historischer Perspektive. EB-Verlag, Schenefeld/Hamburg 1998, S. 245–261, ISBN 3-930826-44-5 (= Asien und Afrika; 1).
- Hartmut Roder (Hrsg.): Piraten. Die Herren der sieben Meere. Edition Temmen, Bremen 2000, ISBN 3-86108-536-4 (Katalogbuch zu einer Ausstellung; darin u. a.: Detlef Quintern: Bremer Sklaven in Afrika? Zur Legende von den Piraten der Barbareskenküste. und Kay Hoffmann: Unterm Pflaster liegt der Strand. Einige Anmerkungen zum Piraten im Film.)
- David Cordingly: Unter schwarzer Flagge. Legende und Wirklichkeit des Piratenlebens. Deutscher Taschenbuch-Verlag, München 2001, ISBN 3-423-30817-6 (gute, einführende Vorstellung des Freibeuterwesens).
- Hartmut Roder (Hrsg.): Piraten. Abenteuer oder Bedrohung? Edition Temmen, Bremen 2002, ISBN 3-86108-785-5 (Begleitband zum Symposium Piraterie in Geschichte und Gegenwart. Abenteuer oder Bedrohung? des Überseemuseum Bremen am 10./11. November 2000).
- Marcus Rediker: Villains of All Nations, Atlantic Pirates in the Golden Age.Beacon Press, Boston 2004, ISBN 0-8070-5024-5.
- Robert Bohn: Die Piraten. 2. Auflage, Beck, München 2005, ISBN 3-406-48027-6 (eine allgemeinverständliche Einführung zur Geschichte der Piraterie in der Karibik und das „Goldene Zeitalter“).
- Peter Linebaugh, Marcus Rediker: The Many Headed Hydra, Sailors, Slaves, Commoners and the Hidden History of the Revolutionary Atlantic. Beacon Press, Boston 2005, ISBN 0-8070-5007-5 (Deutsch: Die vielköpfige Hydra. Die verborgene Geschichte des revolutionären Atlantiks. Verlag Assoziation A, Berlin/Hamburg 2008, ISBN 978-3-935936-65-1).
- Gabriel Kuhn: Unter dem Jolly Roger. Piraten im Goldenen Zeitalter. Verlag Assoziation A, Berlin/Hamburg 2011, ISBN 978-3-86241-400-0.
- Larry Law: Die wahre Geschichte von Captain Misson und der Republik Libertatia. Aus dem Englischen von Axel Monte. Mit einem Nachwort von Marvin Chlada (= sub:text. 4). Trikont, Duisburg 2015, 2. korrigierte Auflage 2016, ISBN 978-3-88974-504-0.
- David Head (Hrsg.): The Golden Age of Piracy: The Rise, Fall, and Enduring Popularity of Pirates. University of Georgia Press, Atlanta 2018, ISBN 978-0-8203-5325-8.